# 菊池知勇
菊池 知勇（きくち ちゆう・ともお、1889年4月7日 - 1972年5月8日）は、日本の教育者、歌人。
岩手県東磐井郡渋民村（現・一関市大東町曾慶）出身。奥玉高等小学校に入学したのち下折壁高等小学校を卒業。岩手師範学校（現・岩手大学教育学部）卒業。上京し、慶応幼稚舎の教員となる。1910年若山牧水の『創作』の創刊に参加、1926年初めての綴方専門誌『綴方教育』を創刊。1927年口語短歌誌『ぬはり』を創刊した。幼稚舎での教え子に詩人の薩摩忠がいる。
『ぬはり』は戦時下の用紙統制で1944年、『真樹』（1930年、山本康夫創刊）などと合併し『直毘』（なおび）として刊行された時期もあったが、その後も刊行が続いている。
1945年空襲激化により東京から岩手県大更村（現・八幡平市大更）に疎開。太平洋戦争終戦後にも同村に住み、新たな学校制度への移行に伴う校歌の制定に関わり、岩手県内では東磐井地域の小中学校併せて29校分の作詞に携わった。
1950年知勇一家は東京に戻り『ぬはり』の発行活動に励み、1958年には古希記念として『菊池知勇全歌集』が出版されている。

## 作品

### 校歌
年は制定年。

#### 小学校
- 一関市立津谷川小学校校歌（作曲：森るり子） - 1949年[3]
- 一関市立奥玉小学校校歌（作曲：森るり子） - 1950年[1]
- 一関市立折壁小学校校歌（作曲：森るり子） - 浜横沢小学校校歌と共通[4]
- 一関市立千厩小学校校歌（作曲：森るり子） - 1950年[5]
- 一関市立浜横沢小学校校歌（作曲：森るり子） - 折壁小学校校歌と共通、1950年[4]
- 藤沢町立保呂羽小学校校歌（作曲：森るり子） - 1950年[6]
- 奥州市立胆沢愛宕小学校校歌（作曲：森るり子） - 1953年[7]

#### 中学校
- 一関市立猿沢中学校校歌（作曲：森るり子） - 1949年[8]
- 室根村立折壁中学校校歌（作曲：森るり子） - 1949年[9]
- 千厩町立奥玉中学校校歌（作曲：森るり子） - 1950年[10]
- 室根村立津谷川中学校校歌（作曲：森るり子） - 1950年[11]
- 大東町立摺沢中学校校歌（作曲：森るり子） - 1957年以前[12]
- 藤沢町立藤沢中学校校歌（作曲：森るり子） - 時期不明[13]

## 著書
- 『落葉樹』朔風社 1915
- 『児童万葉集』菊池武雄絵 オアシス社 1925 児童詩歌叢書
- 『科学文芸児童読本』巻の1-8 立野道正、菊池武雄畫 平凡社 1926
- 『児童芭蕉集』菊池武雄絵 文録社 1926 児童詩歌叢書
- 『童詩読本』清宮彬絵 オアシス社 1926
- 『教師用綴方指導書 尋3用』文化書房 1927
- 『児童文章学』全6 文録社 1929
- 『山霧』ぬはり社 1929
- 『風景 口語歌集』文録社 1932
- 『水流 歌集』ぬはり社 1933
- 『調べる綴り方の実績』編著 文録社 1934
- 『綴方教授細目の新建設』編 文録社 1934
- 『綴方教育の組織的施設経営』編 文録社 1936
- 『日本児童詩の研究と鑑賞』編 文録社 1936
- 『児童言語学』文録社 1937
- 『直線の感情 歌集』ぬはり社 1938
- 『児童啄木集』文録社 1940
- 『出征兵士の歌へる戦場の雄叫び』文録社 1941
- 『児童一茶集』文録社 1941
- 『裾野 歌集』ぬはり社 1950
- 『菊池知勇全歌集』ぬはり社 1958
- 『落葉松林』ぬはり社 1965
- 『児童言語学』ゆまに書房 2004 世界言語学名著選集 （復刻）